# Eleições gerais no Peru em 1985
As eleições gerais peruanas de 1985 foram realizadas em 14 de abril para eleger o presidente do Peru e renovar a totalidade de assentos do Congresso da República, à época um parlamento bicameral composto por 60 senadores e 180 deputados.
Na eleição presidencial, Alan García, candidato pela Aliança Popular Revolucionária Americana (APRA), foi o candidato mais votado após obter 46% dos votos totais (53,10% dos votos válidos) frente a 21% dos votos (24,69% dos votos válidos) conquistados por Alfonso Barrantes, segundo candidato mais votado e filiado ao Partido Comunista Peruano (PCP). Apesar da expressiva vantagem eleitoral de García, segundo a Constituição de 1979, os resultados apurados exigiriam a realização de um 2.º turno, pois nenhum dos candidatos havia obtido mais de 50% dos votos totais. Entretanto, Barrantes acabou desistindo de sua candidatura, confirmando-se assim a vitória do candidato aprista como o novo presidente do país para um mandato de 5 anos, iniciado em 28 de julho de 1985 e concluído em 28 de julho de 1990.

## Resultados eleitorais

### Eleição presidencial
| Candidato(a)             | Partido         | Votos válidos | %     | Situação    |
| ------------------------ | --------------- | ------------- | ----- | ----------- |
| Alan García              | APRA            | 3 457 030     | 53.10 | Eleito      |
| Alfonso Barrantes        | PCP             | 1 605 139     | 24.69 | Não eleitos |
| Luis Bedoya Reyes        | PPC             | 773 313       | 11.89 | Não eleitos |
| Javier Alva Orlandini    | AP              | 471 150       | 7.25  | Não eleitos |
| Demais candidatos        | Demais partidos | 198 930       | 3.04  | Não eleitos |
| Votos válidos            | 6 306 632       | 85.75         | –     | –           |
| Votos em branco/nulos    | 1 047 976       | 14.25         | –     | –           |
| Votos registrados        | 7 354 608       | 100.00        | –     | –           |
| Comparecimento eleitoral | 8 341 734       | 88.17         | –     | –           |